# Temesvári vasárnap
Temesvári vasárnap (węg. Niedziela w Timișoarze) – album koncertowy zespołu Bikini. Nagrań dokonano podczas koncertu w Hali Olimpijskiej w Timișoarze w dniach 24–25 lutego 1990 roku. Poza wcześniej znanymi utworami zespół zagrał nowe: „Robog a jövő” i „Temesvári vasárnap”. Album został wydany w 1990 roku na LP i MC. W 2005 roku poddano go obróbce cyfrowej w studio „P” i wznowiono wydanie, na CD.

## Lista utworów
1. „Robog a jövő” (4:52)
2. „Ne legyek áruló” (3:25)
3. „Itthon vagyok” (4:20)
4. „Ne ébressz fel” (4:27)
5. „Közeli helyeken” (4:04)
6. „Legyek jó” (3:59)
7. „Fúj a szél” (4:30)
8. „Temesvári vasárnap” (5:32)
9. „Lyuk a zászló közepén” (4:06)
10. „Szabad élet” (4:26)
11. „Adj helyet” (6:01)

## Skład
- Lajos D. Nagy – wokal
- Alajos Németh – gitara basowa, instrumenty klawiszowe
- Zsolt Daczi – gitara
- Péter Gallai – instrumenty klawiszowe
- Endre Berecz – instrumenty perkusyjne
- Zoltán Kató – saksofon
- Ádám Dévényi – wokal, gitara (gościnnie)